# Primera División de Chile 2024
La Primera División de Chile 2024 (llamada «Campeonato Itaú 2024» por fines de patrocinio) fue la 108.ª edición de la primera categoría del fútbol chileno. 
Las novedades que presenta este torneo, es el regreso del histórico Cobreloa a la máxima categoría, después de 8 años y medio de ausencia (descendió a la Primera B a mediados de 2015), luego de coronarse campeón de la Primera B 2023. El otro cupo de ascendido a la Primera División fue para Deportes Iquique, equipo que vuelve a la máxima categoría, después de 3 años de ausencia (su última aparición fue en la temporada 2020), tras derrotar por penales a Santiago Wanderers (tras empatar en el marcador global) en la final de la Liguilla.
Otra novedad es el acuerdo con la empresa bancaria Banco Itaú para convertirse en el nuevo auspiciador del torneo, reemplazando definitivamente a Betsson, cuyo contrato se terminó anticipadamente debido a la ilegalidad de las casas de apuestas en Chile, causando que la edición anterior finalizara sin auspiciador.
Una vez finalizada la primera rueda, el campeonato estuvo en receso hasta la tercera semana de julio, por la participación de la Selección Chilena en la Copa América 2024.

## Formato
Los 16 equipos juegan 30 partidos cada uno a lo largo de 30 fechas, en 2 ruedas de 15 fechas, bajo el sistema de todos contra todos. En este torneo se usará el sistema de puntos, de acuerdo a la reglamentación de la Internacional F. A. Board, asignándose tres puntos al equipo que resulte ganador, un punto a cada uno en caso de empate y cero puntos al perdedor. 
El equipo que resulte campeón, además del 2.º y 3.er lugar, y el campeón de la Copa Chile 2024, clasificarán a la Copa Libertadores 2025, mientras el 4, 5.º, 6.º y 7.º se llevaran un cupo a la Copa Sudamericana 2025. 
En la zona baja de la tabla, los 2 últimos equipos ubicados en la tabla de posiciones, serán los que pierdan la categoría de forma directa.
El orden de clasificación de los equipos, se determinará en una tabla de cómputo general, de la siguiente manera:
- 1) Mayor cantidad de puntos;
- 2) Mayor diferencia de goles a favor; en caso de igualdad;
- 3) Mayor cantidad de partidos ganados; en caso de igualdad;
- 4) Mayor cantidad de goles convertidos; en caso de igualdad;
- 5) Mayor cantidad de goles de visita marcados; en caso de igualdad;
- 6) Menor cantidad de tarjetas rojas recibidas; en caso de igualdad;
- 7) Menor cantidad de tarjetas amarillas recibidas; en caso de igualdad;
- 8) Sorteo.

En cuanto al campeón del torneo, se definirá de acuerdo al siguiente sistema:
- A) Mayor cantidad de puntos obtenidos; en caso de igualdad;
- B) Partido de definición en cancha neutral.

En caso de que la igualdad, sea de más de dos equipos, esta se dejará reducida a dos clubes, de acuerdo al orden de clasificación de los equipos determinado anteriormente.

## Árbitros

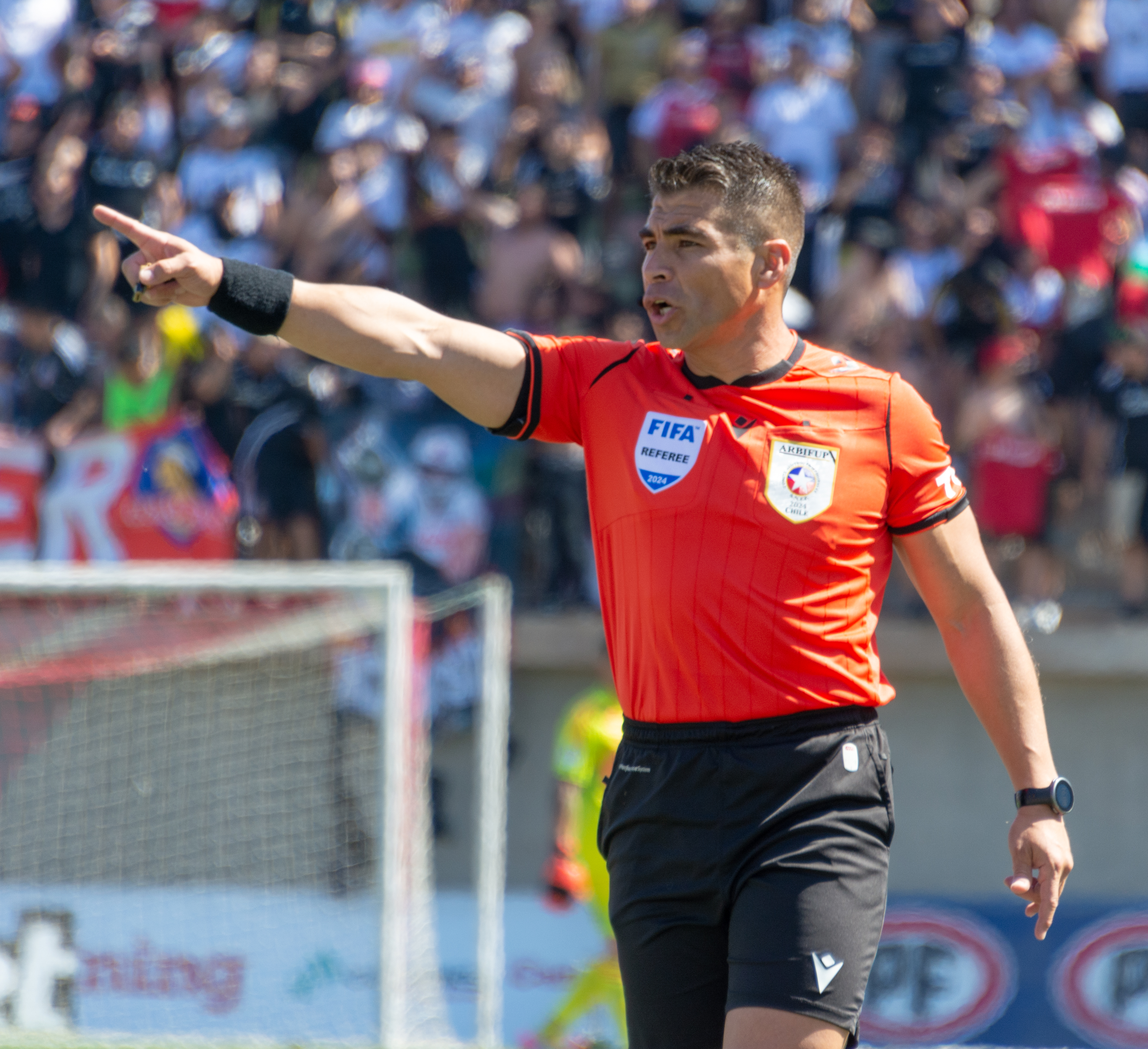
José Cabero, árbitro con categoría FIFA.

Esta es la lista de todos los árbitros disponibles que podrán dirigir partidos este torneo. Los árbitros que aparecen en la lista, pueden dirigir en las otras dos categorías profesionales, si la ANFP, así lo estime conveniente.
| Árbitros             | Edad    | Categoría |
| -------------------- | ------- | --------- |
| Víctor Abarzúa       | 38 años |           |
| Gustavo Ahumada      | 40 años |           |
| Miguel Araos         | 37 años |           |
| José Cabero          | 41 años |           |
| María Belén Carvajal | 41 años |           |
| Rodrigo Carvajal     | 39 años |           |
| Diego Flores         | 35 años |           |
| Nicolás Gamboa       | 37 años |           |
| Cristián Garay       | 36 años |           |
| Francisco Gilabert   | 43 años |           |
| Felipe González      | 45 años |           |
| Héctor Jona          | 43 años |           |
| Juan Lara            | 36 años |           |
| Piero Maza           | 40 años |           |
| Nicolás Millas       | 35 años |           |
| Matías Quila         | 32 años |           |
| Benjamín Saravia     | 37 años |           |
| Juan Sepúlveda       | 35 años |           |
| Fernando Véjar       | 36 años |           |
| Manuel Vergara       | 35 años |           |
| Dione Rissios        | 35 años |           |

## Relevos
| Pos   | a Primera División 2024 |
| ----- | ----------------------- |
| 1.º   | Cobreloa                |
| Prom. | Deportes Iquique        |

| Pos  | a Primera B 2024 |
| ---- | ---------------- |
| 15.º | Magallanes       |
| 16.º | Curicó Unido     |

## Localización
| Equipo               | Región        | Ciudad        |
| -------------------- | ------------- | ------------- |
| Deportes Iquique     | Tarapacá      | Iquique       |
| Cobreloa             | Antofagasta   | Calama        |
| Cobresal             | Atacama       | El Salvador   |
| Deportes Copiapó     | Atacama       | Copiapó       |
| Coquimbo Unido       | Coquimbo      | Coquimbo      |
| Everton              | Valparaíso    | Viña del Mar  |
| Unión La Calera      | Valparaíso    | La Calera     |
| Audax Italiano       | Metropolitana | La Florida    |
| Colo-Colo            | Metropolitana | Macul         |
| Palestino            | Metropolitana | La Cisterna   |
| Unión Española       | Metropolitana | Independencia |
| Universidad Católica | Metropolitana | Las Condes    |
| Universidad de Chile | Metropolitana | Ñuñoa         |
| O'Higgins            | O'Higgins     | Rancagua      |
| Ñublense             | Ñuble         | Chillán       |
| Huachipato           | Biobío        | Talcahuano    |

| Audax Italiano Universidad de Chile Colo-Colo Universidad Católica Unión Española Palestino \| \| |
|                                                                                                   |

|  |

## Información
| Equipo               | Entrenador       | Estadio                    | Capacidad | Proveedor | Auspiciador       |
| -------------------- | ---------------- | -------------------------- | --------- | --------- | ----------------- |
| Audax Italiano       | Juan Ribera      | Bicentenario de La Florida | 12.130    | Macron    | Traverso          |
| Cobreloa             | César Bravo      | Zorros del Desierto        | 12.102    | KS7       | Finning CAT       |
| Cobresal             | Gustavo Huerta   | El Cobre                   | 12.000    | KS7       | Huilco Alimentos  |
| Colo-Colo            | Jorge Almirón    | Monumental                 | 47.667    | Adidas    | Coolbet           |
| Coquimbo Unido       | Esteban González | Francisco Sánchez          | 18.750    | Capelli   | Rojabet           |
| Deportes Copiapó     | Hernán Caputto   | Luis Valenzuela            | 8.600     | KS7       | Kinross           |
| Deportes Iquique     | Miguel Ramírez   | Tierra de Campeones        | 14.430    | Rete      | Collahuasi        |
| Everton              | Esteban Solari   | Sausalito                  | 24.000    | Charly    | TerraWind         |
| Huachipato           | Igor Oca         | Huachipato - CAP           | 10.032    | Marathon  | Novibet           |
| Ñublense             | Mario Salas      | Nelson Oyarzún             | 12.000    | Capelli   | Jugabet           |
| O'Higgins            | Víctor Fuentes   | El Teniente                | 14.410    | Joma      | Latamwin          |
| Palestino            | Lucas Bovaglio   | Municipal de La Cisterna   | 6.000     | Capelli   | Bank of Palestine |
| Unión Española       | José Sierra      | Santa Laura                | 20.032    | Kappa     | USEK              |
| Unión La Calera      | Walter Lemma     | Nicolás Chahuán            | 9.356     | Givova    |                   |
| Universidad Católica | Tiago Nunes      | Santa Laura                | 20.032    | Puma      | BICE              |
| Universidad de Chile | Gustavo Alvarez  | Nacional                   | 48.665    | Adidas    | Jugabet           |

## Clasificación
| Pos. | Equipo               | Pts. | PJ | G  | E | P  | GF | GC | Dif. |  |
| ---- | -------------------- | ---- | -- | -- | - | -- | -- | -- | ---- |  |
| 1    | Colo-Colo (C)        | 67   | 30 | 21 | 4 | 5  | 49 | 21 | +28  |  |
| 2    | Universidad de Chile | 65   | 30 | 19 | 8 | 3  | 53 | 24 | +29  |  |
| 3    | Deportes Iquique     | 48   | 30 | 14 | 6 | 10 | 53 | 48 | +5   |  |
| 4    | Palestino            | 46   | 30 | 13 | 7 | 10 | 46 | 33 | +13  |  |
| 5    | Universidad Católica | 46   | 30 | 13 | 7 | 10 | 44 | 34 | +10  |  |
| 6    | Unión Española       | 45   | 30 | 13 | 6 | 11 | 53 | 45 | +8   |  |
| 7    | Everton              | 45   | 30 | 12 | 9 | 9  | 47 | 41 | +6   |  |
| 8    | Coquimbo Unido       | 45   | 30 | 12 | 9 | 9  | 37 | 34 | +3   |  |
| 9    | Ñublense CC          | 40   | 30 | 11 | 7 | 12 | 40 | 34 | +6   |  |
| 10   | Audax Italiano       | 34   | 30 | 10 | 4 | 16 | 36 | 39 | −3   |  |
| 11   | Unión La Calera      | 34   | 30 | 9  | 7 | 14 | 29 | 40 | −11  |  |
| 12   | Huachipato           | 34   | 30 | 9  | 7 | 14 | 28 | 44 | −16  |  |
| 13   | Cobresal             | 33   | 30 | 8  | 9 | 13 | 42 | 51 | −9   |  |
| 14   | O'Higgins            | 31   | 30 | 8  | 7 | 15 | 34 | 53 | −19  |  |
| 15   | Cobreloa (D)         | 31   | 30 | 9  | 4 | 17 | 33 | 62 | −29  |  |
| 16   | Deportes Copiapó (D) | 24   | 30 | 7  | 3 | 20 | 40 | 61 | −21  |  |

Actualizado a los partidos jugados el 10 de noviembre de 2024.
 Fuente: RSSSF
     Campeón. Clasifica a la Copa Libertadores.
     Clasifica a la Copa Libertadores.
     Clasifica a la Copa Sudamericana.
     Desciende a la Primera B.

## Evolución
| Equipo / Fecha       | 01   | 02   | 03   | 04   | 05   | 06   | 07   | 08   | 09   | 10   | 11   | 12   | 13   | 14   | 15   | 16   | 17   | 18   | 19   | 20   | 21   | 22   | 23   | 24   | 25   | 26   | 27   | 28   | 29   | 30   |
| -------------------- | ---- | ---- | ---- | ---- | ---- | ---- | ---- | ---- | ---- | ---- | ---- | ---- | ---- | ---- | ---- | ---- | ---- | ---- | ---- | ---- | ---- | ---- | ---- | ---- | ---- | ---- | ---- | ---- | ---- | ---- |
| Colo-Colo            | 1.°  | 6.°  | 3.°  | 8.°  | 7.°  | 4.°  | 7.°  | 10.° | 7.°  | 6.°  | 7.°  | 6.°  | 5.°  | 4.°  | 4.°  | 4.°  | 4.°  | 4.°  | 4.°  | 2.°  | 2.°  | 2.°  | 2.°  | 2.°  | 2.°  | 1.°  | 1.°  | 1.°  | 1.°  | 1.°  |
| Universidad de Chile | 13.° | 8.°  | 4.°  | 2.°  | 2.°  | 2.°  | 1.°  | 1.°  | 1.°  | 1.°  | 1.°  | 1.°  | 1.°  | 1.°  | 1.°  | 2.°  | 2.°  | 1.°  | 1.°  | 1.°  | 1.°  | 1.°  | 1.°  | 1.°  | 1.°  | 2.°  | 2.°  | 2.°  | 2.°  | 2.°  |
| Deportes Iquique     | 3.°  | 3.°  | 2.°  | 1.°  | 1.°  | 1.°  | 2.°  | 3.°  | 4.°  | 2.°  | 4.°  | 2.°  | 3.°  | 5.°  | 7.°  | 5.°  | 5.°  | 5.°  | 5.°  | 6.°  | 7.°  | 5.°  | 5.°  | 4.°  | 4.°  | 4.°  | 5.°  | 5.°  | 5.°  | 3.°  |
| Palestino            | 10.° | 5.°  | 9.°  | 7.°  | 5.°  | 3.°  | 4.°  | 2.°  | 2.°  | 3.°  | 2.°  | 3.°  | 6.°  | 6.°  | 5.°  | 6.°  | 7.°  | 7.°  | 6.°  | 7.°  | 6.°  | 6.°  | 6.°  | 7.°  | 6.°  | 8.°  | 6.°  | 8.°  | 7.°  | 4.°  |
| Universidad Católica | 12.° | 14.° | 10.° | 12.° | 12.° | 12.° | 11.° | 7.°  | 10.° | 7.°  | 5.°  | 5.°  | 4.°  | 3.°  | 3.°  | 3.°  | 3.°  | 3.°  | 2.°  | 3.°  | 3.°  | 3.°  | 3.°  | 3.°  | 3.°  | 3.°  | 3.°  | 4.°  | 3.°  | 5.°  |
| Unión Española       | 16.° | 12.° | 7.°  | 4.°  | 8.°  | 5.°  | 9.°  | 4.°  | 3.°  | 5.°  | 6.°  | 7.°  | 8.°  | 7.°  | 6.°  | 7.°  | 6.°  | 6.°  | 7.°  | 5.°  | 5.°  | 7.°  | 8.°  | 6.°  | 7.°  | 5.°  | 4.°  | 3.°  | 4.°  | 6.°  |
| Everton              | 9.°  | 10.° | 14.° | 9.°  | 6.°  | 9.°  | 5.°  | 9.°  | 6.°  | 9.°  | 8.°  | 8.°  | 7.°  | 8.°  | 8.°  | 8.°  | 8.°  | 8.°  | 8.°  | 8.°  | 8.°  | 8.°  | 7.°  | 8.°  | 8.°  | 6.°  | 7.°  | 6.°  | 6.°  | 7.°  |
| Coquimbo Unido       | 6.°  | 2.°  | 5.°  | 10.° | 11.° | 8.°  | 6.°  | 8.°  | 5.°  | 4.°  | 3.°  | 4.°  | 2.°  | 2.°  | 2.°  | 1.°  | 1.°  | 2.°  | 3.°  | 4.°  | 4.°  | 4.°  | 4.°  | 5.°  | 5.°  | 7.°  | 8.°  | 7.°  | 8.°  | 8.°  |
| Ñublense             | 7.°  | 4.°  | 6.°  | 5.°  | 9.°  | 11.° | 8.°  | 11.° | 12.° | 8.°  | 9.°  | 9.°  | 9.°  | 9.°  | 9.°  | 10.° | 10.° | 10.° | 9.°  | 9.°  | 9.°  | 9.°  | 9.°  | 9.°  | 9.°  | 9.°  | 9.°  | 9.°  | 9.°  | 9.°  |
| Audax Italiano       | 14.° | 15.° | 11.° | 14.° | 14.° | 14.° | 15.° | 16.° | 13.° | 14.° | 13.° | 13.° | 11.° | 12.° | 14.° | 15.° | 13.° | 14.° | 13.° | 12.° | 12.° | 13.° | 15.° | 12.° | 11.° | 10.° | 10.° | 10.° | 10.° | 10.° |
| Unión La Calera      | 11.° | 7.°  | 12.° | 13.° | 13.° | 13.° | 14.° | 14.° | 15.° | 16.° | 15.° | 16.° | 16.° | 16.° | 16.° | 16.° | 16.° | 16.° | 16.° | 15.° | 15.° | 15.° | 13.° | 14.° | 14.° | 14.° | 13.° | 14.° | 12.° | 11.° |
| Huachipato           | 4.°  | 11.° | 15.° | 11.° | 10.° | 10.° | 12.° | 12.° | 11.° | 12.° | 12.° | 11.° | 13.° | 11.° | 11.° | 11.° | 14.° | 15.° | 15.° | 13.° | 13.° | 14.° | 12.° | 13.° | 13.° | 12.° | 14.° | 12.° | 14.° | 12.° |
| Cobresal             | 8.°  | 9.°  | 13.° | 15.° | 15.° | 16.° | 16.° | 15.° | 14.° | 13.° | 14.° | 14.° | 14.° | 14.° | 12.° | 12.° | 15.° | 11.° | 12.° | 10.° | 11.° | 11.° | 10.° | 11.° | 12.° | 13.° | 12.° | 13.° | 11.° | 13.° |
| O'Higgins            | 2.°  | 1.°  | 1.°  | 3.°  | 4.°  | 7.°  | 3.°  | 5.°  | 8.°  | 10.° | 10.° | 10.° | 10.° | 10.° | 10.° | 9.°  | 9.°  | 9.°  | 10.° | 11.° | 10.° | 10.° | 11.° | 10.° | 10.° | 11.° | 11.° | 11.° | 13.° | 14.° |
| Cobreloa             | 5.°  | 13.° | 8.°  | 6.°  | 3.°  | 6.°  | 10.° | 6.°  | 9.°  | 11.° | 11.° | 12.° | 12.° | 13.° | 15.° | 14.° | 12.° | 13.° | 11.° | 14.° | 14.° | 12.° | 14.° | 15.° | 15.° | 15.° | 15.° | 15.° | 15.° | 15.° |
| Deportes Copiapó     | 15.° | 16.° | 16.° | 16.° | 16.° | 15.° | 13.° | 13.° | 16.° | 15.° | 16.° | 15.° | 15.° | 15.° | 13.° | 13.° | 11.° | 12.° | 14.° | 16.° | 16.° | 16.° | 16.° | 16.° | 16.° | 16.° | 16.° | 16.° | 16.° | 16.° |

## Resultados
- Los horarios corresponden al huso horario de Chile: UTC-4 en horario estándar y UTC-3 en horario de verano.

### Primera rueda
| Fecha 1              | Fecha 1   | Fecha 1              | Fecha 1             | Fecha 1       | Fecha 1 |
| Local                | Resultado | Visita               | Estadio             | Fecha         | Hora    |
| -------------------- | --------- | -------------------- | ------------------- | ------------- | ------- |
| Ñublense             | 0-0       | Coquimbo Unido       | Nelson Oyarzún      | 16 de febrero | 21:30   |
| Unión Española       | 0-3       | Colo-Colo            | Santa Laura         | 17 de febrero | 18:00   |
| Deportes Copiapó     | 1-3       | O'Higgins            | Luis Valenzuela     | 17 de febrero | 20:30   |
| Cobreloa             | 1-1       | Huachipato           | Zorros del Desierto | 18 de febrero | 20:30   |
| Audax Italiano       | 2-3       | Deportes Iquique     | La Pintana          | 19 de febrero | 20:00   |
| Unión La Calera      | 0-0       | Universidad Católica | Nicolás Chahuán     | 22 de marzo   | 18:00   |
| Everton              | 0-0       | Palestino            | Sausalito           | 23 de marzo   | 18:00   |
| Universidad de Chile | 2-2       | Cobresal             | Nacional            | 25 de marzo   | 19:00   |

| Fecha 2              | Fecha 2   | Fecha 2          | Fecha 2             | Fecha 2       | Fecha 2 |
| Local                | Resultado | Visita           | Estadio             | Fecha         | Hora    |
| -------------------- | --------- | ---------------- | ------------------- | ------------- | ------- |
| Universidad Católica | 0-1       | Ñublense         | Santa Laura         | 23 de febrero | 19:00   |
| Coquimbo Unido       | 3-1       | Deportes Copiapó | Francisco Sánchez   | 23 de febrero | 21:30   |
| Palestino            | 5-0       | Cobreloa         | La Cisterna         | 24 de febrero | 18:00   |
| Universidad de Chile | 1-0       | Audax Italiano   | Nacional            | 24 de febrero | 18:00   |
| Deportes Iquique     | 1-1       | Everton          | Tierra de Campeones | 25 de febrero | 12:00   |
| Huachipato           | 0-1       | Unión La Calera  | Huachipato-CAP      | 25 de febrero | 12:00   |
| O'Higgins            | 1-0       | Colo-Colo        | El Teniente         | 25 de febrero | 18:00   |
| Cobresal             | 2-2       | Unión Española   | El Cobre            | 25 de febrero | 20:30   |

| Fecha 3          | Fecha 3   | Fecha 3              | Fecha 3             | Fecha 3    | Fecha 3 |
| Local            | Resultado | Visita               | Estadio             | Fecha      | Hora    |
| ---------------- | --------- | -------------------- | ------------------- | ---------- | ------- |
| Cobreloa         | 2-1       | Cobresal             | Zorros del Desierto | 1 de marzo | 20:30   |
| Palestino        | 0-2       | Universidad Católica | La Cisterna         | 2 de marzo | 18:00   |
| O'Higgins        | 2-1       | Everton              | El Teniente         | 2 de marzo | 18:00   |
| Ñublense         | 1-2       | Audax Italiano       | Nelson Oyarzún      | 2 de marzo | 20:30   |
| Unión Española   | 1-0       | Coquimbo Unido       | Santa Laura         | 2 de marzo | 20:30   |
| Colo-Colo        | 2-0       | Huachipato           | Monumental          | 3 de marzo | 18:00   |
| Unión La Calera  | 1-3       | Deportes Iquique     | Nicolás Chahuán     | 3 de marzo | 20:30   |
| Deportes Copiapó | 1-3       | Universidad de Chile | Luis Valenzuela     | 4 de marzo | 19:00   |

| Fecha 4              | Fecha 4   | Fecha 4              | Fecha 4             | Fecha 4     | Fecha 4 |
| Local                | Resultado | Visita               | Estadio             | Fecha       | Hora    |
| -------------------- | --------- | -------------------- | ------------------- | ----------- | ------- |
| Cobresal             | 1-2       | Huachipato           | El Cobre            | 9 de marzo  | 18:00   |
| Unión Española       | 3-0       | Audax Italiano       | Santa Laura         | 9 de marzo  | 20:30   |
| O'Higgins            | 0-1       | Palestino            | El Teniente         | 9 de marzo  | 20:30   |
| Deportes Iquique     | 4-2       | Coquimbo Unido       | Tierra de Campeones | 10 de marzo | 12:00   |
| Colo-Colo            | 0-1       | Universidad de Chile | Monumental          | 10 de marzo | 18:00   |
| Ñublense             | 1-0       | Deportes Copiapó     | Nelson Oyarzún      | 10 de marzo | 21:00   |
| Universidad Católica | 2-4       | Everton              | Santa Laura         | 11 de marzo | 19:00   |
| Unión La Calera      | 0-2       | Cobreloa             | Nicolás Chahuán     | 11 de marzo | 21:30   |

| Fecha 5              | Fecha 5   | Fecha 5          | Fecha 5             | Fecha 5     | Fecha 5 |
| Local                | Resultado | Visita           | Estadio             | Fecha       | Hora    |
| -------------------- | --------- | ---------------- | ------------------- | ----------- | ------- |
| Deportes Iquique     | 1-0       | Cobresal         | Tierra de Campeones | 15 de marzo | 20:30   |
| Everton              | 3-2       | Ñublense         | Sausalito           | 16 de marzo | 12:00   |
| Universidad de Chile | 1-0       | O'Higgins        | Nacional            | 16 de marzo | 18:00   |
| Cobreloa             | 1-0       | Unión Española   | Zorros del Desierto | 16 de marzo | 20:30   |
| Coquimbo Unido       | 0-0       | Colo-Colo        | Francisco Sánchez   | 17 de marzo | 12:00   |
| Huachipato           | 2-1       | Deportes Copiapó | Huachipato-CAP      | 17 de marzo | 12:00   |
| Palestino            | 0-0       | Unión La Calera  | La Cisterna         | 17 de marzo | 18:00   |
| Universidad Católica | 0-0       | Audax Italiano   | Santa Laura         | 17 de marzo | 20:30   |

| Fecha 6          | Fecha 6   | Fecha 6              | Fecha 6                 | Fecha 6     | Fecha 6 |
| Local            | Resultado | Visita               | Estadio                 | Fecha       | Hora    |
| ---------------- | --------- | -------------------- | ----------------------- | ----------- | ------- |
| Audax Italiano   | 0-1       | Coquimbo Unido       | Municipal de La Pintana | 28 de marzo | 18:00   |
| O'Higgins        | 0-3       | Deportes Iquique     | El Teniente             | 28 de marzo | 20:30   |
| Cobresal         | 0-2       | Palestino            | El Cobre                | 29 de marzo | 20:30   |
| Huachipato       | 0-0       | Universidad Católica | Huachipato-CAP          | 30 de marzo | 12:00   |
| Colo-Colo        | 4-1       | Everton              | Monumental              | 30 de marzo | 18:00   |
| Deportes Copiapó | 2-0       | Unión La Calera      | Luis Valenzuela         | 30 de marzo | 20:30   |
| Cobreloa         | 1-3       | Universidad de Chile | Zorros del Desierto     | 31 de marzo | 18:00   |
| Unión Española   | 5-3       | Ñublense             | Santa Laura             | 31 de marzo | 20:30   |

| Fecha 7              | Fecha 7   | Fecha 7              | Fecha 7           | Fecha 7     | Fecha 7 |
| Local                | Resultado | Visita               | Estadio           | Fecha       | Hora    |
| -------------------- | --------- | -------------------- | ----------------- | ----------- | ------- |
| Deportes Copiapó     | 3-0       | Deportes Iquique     | Luis Valenzuela   | 6 de abril  | 12:30   |
| Ñublense             | 3-0       | Colo-Colo            | Nelson Oyarzún    | 6 de abril  | 15:00   |
| Universidad Católica | 2-0       | Cobresal             | Santa Laura       | 6 de abril  | 17:30   |
| Everton              | 2-0       | Audax Italiano       | Sausalito         | 6 de abril  | 20:00   |
| Unión La Calera      | 2-3       | O'Higgins            | Nicolás Chahuán   | 7 de abril  | 15:00   |
| Coquimbo Unido       | 2-1       | Cobreloa             | Francisco Sánchez | 7 de abril  | 17:30   |
| Unión Española       | 0-1       | Universidad de Chile | Santa Laura       | 7 de abril  | 20:00   |
| Palestino            | 2-0       | Huachipato           | La Cisterna       | 17 de abril | 15:30   |

| Fecha 8              | Fecha 8   | Fecha 8              | Fecha 8             | Fecha 8     | Fecha 8 |
| Local                | Resultado | Visita               | Estadio             | Fecha       | Hora    |
| -------------------- | --------- | -------------------- | ------------------- | ----------- | ------- |
| Unión Española       | 4-2       | Everton              | Santa Laura         | 13 de abril | 17:30   |
| Deportes Iquique     | 2-3       | Universidad Católica | Tierra de Campeones | 13 de abril | 20:00   |
| O'Higgins            | 0-0       | Huachipato           | El Teniente         | 14 de abril | 12:30   |
| Universidad de Chile | 1-1       | Coquimbo Unido       | Nacional            | 14 de abril | 12:30   |
| Ñublense             | 0-2       | Palestino            | Nelson Oyarzún      | 14 de abril | 15:00   |
| Audax Italiano       | 2-2       | Unión La Calera      | La Florida          | 14 de abril | 20:00   |
| Cobresal             | 3-0       | Deportes Copiapó     | El Cobre            | 15 de abril | 18:00   |
| Colo-Colo            | 0-2       | Cobreloa             | Monumental          | 15 de abril | 20:30   |

| Fecha 9              | Fecha 9   | Fecha 9              | Fecha 9             | Fecha 9     | Fecha 9 |
| Local                | Resultado | Visita               | Estadio             | Fecha       | Hora    |
| -------------------- | --------- | -------------------- | ------------------- | ----------- | ------- |
| Unión La Calera      | 0-1       | Everton              | Nicolás Chahuán     | 19 de abril | 20:30   |
| Cobresal             | 2-2       | Ñublense             | El Cobre            | 20 de abril | 15:00   |
| Universidad Católica | 0-1       | Colo-Colo            | Santa Laura         | 20 de abril | 17:30   |
| Coquimbo Unido       | 2-0       | O'Higgins            | Francisco Sánchez   | 20 de abril | 20:00   |
| Huachipato           | 2-1       | Deportes Iquique     | Huachipato-CAP      | 21 de abril | 12:30   |
| Palestino            | 2-2       | Universidad de Chile | La Cisterna         | 21 de abril | 15:00   |
| Unión Española       | 5-3       | Deportes Copiapó     | Santa Laura         | 21 de abril | 17:30   |
| Cobreloa             | 0-3       | Audax Italiano       | Zorros del Desierto | 21 de abril | 20:00   |

| Fecha 10         | Fecha 10  | Fecha 10             | Fecha 10            | Fecha 10    | Fecha 10 |
| Local            | Resultado | Visita               | Estadio             | Fecha       | Hora     |
| ---------------- | --------- | -------------------- | ------------------- | ----------- | -------- |
| O'Higgins        | 2-2       | Unión Española       | El Teniente         | 26 de abril | 19:00    |
| Deportes Copiapó | 0-1       | Universidad Católica | Luis Valenzuela     | 27 de abril | 15:00    |
| Ñublense         | 6-0       | Cobreloa             | Nelson Oyarzún      | 27 de abril | 20:00    |
| Everton          | 1-2       | Coquimbo Unido       | Sausalito           | 28 de abril | 12:30    |
| Huachipato       | 0-4       | Universidad de Chile | Huachipato-CAP      | 28 de abril | 15:00    |
| Colo-Colo        | 3-1       | Unión La Calera      | Monumental          | 28 de abril | 18:00    |
| Deportes Iquique | 2-1       | Palestino            | Tierra de Campeones | 28 de abril | 20:30    |
| Audax Italiano   | 0-1       | Cobresal             | La Florida          | 29 de abril | 20:30    |

| Fecha 11             | Fecha 11  | Fecha 11             | Fecha 11            | Fecha 11  | Fecha 11 |
| Local                | Resultado | Visita               | Estadio             | Fecha     | Hora     |
| -------------------- | --------- | -------------------- | ------------------- | --------- | -------- |
| Palestino            | 3-1       | Deportes Copiapó     | La Cisterna         | 3 de mayo | 15:30    |
| Coquimbo Unido       | 3-1       | Huachipato           | Francisco Sánchez   | 3 de mayo | 19:00    |
| Cobresal             | 2-2       | Colo-Colo            | El Cobre            | 4 de mayo | 15:00    |
| Unión Española       | 1-2       | Universidad Católica | Santa Laura         | 4 de mayo | 20:00    |
| Unión La Calera      | 2-1       | Ñublense             | Nicolás Chahuán     | 5 de mayo | 12:30    |
| Universidad de Chile | 2-2       | Deportes Iquique     | Ester Roa           | 5 de mayo | 15:00    |
| Cobreloa             | 1-2       | Everton              | Zorros del Desierto | 5 de mayo | 17:30    |
| O'Higgins            | 0-5       | Audax Italiano       | El Teniente         | 5 de mayo | 20:00    |

| Fecha 12             | Fecha 12  | Fecha 12             | Fecha 12            | Fecha 12   | Fecha 12 |
| Local                | Resultado | Visita               | Estadio             | Fecha      | Hora     |
| -------------------- | --------- | -------------------- | ------------------- | ---------- | -------- |
| Huachipato           | 2-2       | Unión Española       | Huachipato-CAP      | 11 de mayo | 12:30    |
| Universidad Católica | 3-2       | O'Higgins            | Santa Laura         | 11 de mayo | 17:30    |
| Everton              | 3-3       | Cobresal             | Sausalito           | 11 de mayo | 20:00    |
| Deportes Copiapó     | 4-0       | Cobreloa             | Luis Valenzuela     | 12 de mayo | 12:30    |
| Audax Italiano       | 1-4       | Colo-Colo            | La Florida          | 12 de mayo | 15:00    |
| Deportes Iquique     | 2-1       | Ñublense             | Tierra de Campeones | 12 de mayo | 20:00    |
| Unión La Calera      | 1-3       | Universidad de Chile | Nicolás Chahuán     | 13 de mayo | 19:00    |
| Coquimbo Unido       | 0-0       | Palestino            | Francisco Sánchez   | 6 de junio | 17:30    |

| Fecha 13             | Fecha 13  | Fecha 13             | Fecha 13            | Fecha 13   | Fecha 13 |
| Local                | Resultado | Visita               | Estadio             | Fecha      | Hora     |
| -------------------- | --------- | -------------------- | ------------------- | ---------- | -------- |
| Everton              | 1-0       | Deportes Copiapó     | Sausalito           | 18 de mayo | 12:30    |
| Cobreloa             | 2-2       | Deportes Iquique     | Zorros del Desierto | 18 de mayo | 15:00    |
| Universidad de Chile | 1-2       | Universidad Católica | Nacional            | 18 de mayo | 17:30    |
| Ñublense             | 2-2       | O'Higgins            | Nelson Oyarzún      | 19 de mayo | 12:30    |
| Colo-Colo            | 2-0       | Palestino            | Monumental          | 19 de mayo | 17:30    |
| Cobresal             | 2-3       | Coquimbo Unido       | El Cobre            | 20 de mayo | 18:00    |
| Huachipato           | 0-1       | Audax Italiano       | Huachipato-CAP      | 20 de mayo | 20:30    |
| Unión Española       | 0-1       | Unión La Calera      | Santa Laura         | 7 de junio | 19:00    |

| Fecha 14             | Fecha 14  | Fecha 14       | Fecha 14            | Fecha 14   | Fecha 14 |
| Local                | Resultado | Visita         | Estadio             | Fecha      | Hora     |
| -------------------- | --------- | -------------- | ------------------- | ---------- | -------- |
| Palestino            | 0-1       | Unión Española | La Cisterna         | 24 de mayo | 15:30    |
| Unión La Calera      | 1-2       | Coquimbo Unido | Nicolás Chahuán     | 24 de mayo | 19:00    |
| Huachipato           | 1-0       | Everton        | Huachipato-CAP      | 25 de mayo | 12:30    |
| Deportes Iquique     | 0-3       | Colo-Colo      | Tierra de Campeones | 25 de mayo | 15:00    |
| Universidad Católica | 4-1       | Cobreloa       | Santa Laura         | 25 de mayo | 17:30    |
| O'Higgins            | 2-2       | Cobresal       | El Teniente         | 25 de mayo | 20:00    |
| Deportes Copiapó     | 2-1       | Audax Italiano | Luis Valenzuela     | 26 de mayo | 15:00    |
| Universidad de Chile | 0-0       | Ñublense       | Nacional            | 26 de mayo | 17:30    |

| Fecha 15       | Fecha 15  | Fecha 15             | Fecha 15            | Fecha 15    | Fecha 15 |
| Local          | Resultado | Visita               | Estadio             | Fecha       | Hora     |
| -------------- | --------- | -------------------- | ------------------- | ----------- | -------- |
| Cobreloa       | 0-4       | O'Higgins            | Zorros del Desierto | 31 de mayo  | 20:30    |
| Unión Española | 4-3       | Deportes Iquique     | Santa Laura         | 1 de junio  | 17:30    |
| Audax Italiano | 1-2       | Palestino            | El Teniente         | 1 de junio  | 20:00    |
| Everton        | 1-2       | Universidad de Chile | Sausalito           | 2 de junio  | 12:30    |
| Cobresal       | 2-1       | Unión La Calera      | El Cobre            | 2 de junio  | 15:00    |
| Colo-Colo      | 0-1       | Deportes Copiapó     | Monumental          | 2 de junio  | 17:30    |
| Coquimbo Unido | 2-0       | Universidad Católica | Francisco Sánchez   | 2 de junio  | 20:00    |
| Ñublense       | 3-0       | Huachipato           | Nelson Oyarzún      | 20 de junio | 15:00    |

### Segunda rueda
| Fecha 16             | Fecha 16  | Fecha 16             | Fecha 16            | Fecha 16    | Fecha 16 |
| Local                | Resultado | Visita               | Estadio             | Fecha       | Hora     |
| -------------------- | --------- | -------------------- | ------------------- | ----------- | -------- |
| Huachipato           | 1-1       | Cobreloa             | Huachipato-CAP      | 19 de julio | 19:00    |
| Coquimbo Unido       | 1-0       | Ñublense             | Francisco Sánchez   | 20 de julio | 12:30    |
| O'Higgins            | 2-0       | Deportes Copiapó     | El Teniente         | 20 de julio | 15:00    |
| Universidad Católica | 2-0       | Unión La Calera      | Santa Laura         | 20 de julio | 17:30    |
| Deportes Iquique     | 2-1       | Audax Italiano       | Tierra de Campeones | 20 de julio | 20:00    |
| Palestino            | 1-4       | Everton              | La Cisterna         | 21 de julio | 12:30    |
| Cobresal             | 3-3       | Universidad de Chile | El Cobre            | 21 de julio | 15:00    |
| Colo-Colo            | 2-1       | Unión Española       | Monumental          | 21 de julio | 17:30    |

| Fecha 17         | Fecha 17  | Fecha 17             | Fecha 17            | Fecha 17    | Fecha 17 |
| Local            | Resultado | Visita               | Estadio             | Fecha       | Hora     |
| ---------------- | --------- | -------------------- | ------------------- | ----------- | -------- |
| Everton          | 1-1       | Deportes Iquique     | Sausalito           | 26 de julio | 19:00    |
| Deportes Copiapó | 3-0       | Coquimbo Unido       | Luis Valenzuela     | 27 de julio | 12:30    |
| Unión Española   | 2-1       | Cobresal             | Santa Laura         | 27 de julio | 15:00    |
| Colo-Colo        | 2-1       | O'Higgins            | Monumental          | 27 de julio | 17:30    |
| Ñublense         | 1-2       | Universidad Católica | Nelson Oyarzún      | 28 de julio | 15:00    |
| Audax Italiano   | 1-0       | Universidad de Chile | La Portada          | 28 de julio | 17:30    |
| Unión La Calera  | 2-1       | Huachipato           | Nicolás Chahuán     | 28 de julio | 20:00    |
| Cobreloa         | 3-1       | Palestino            | Zorros del Desierto | 29 de julio | 20:00    |

| Fecha 18             | Fecha 18  | Fecha 18         | Fecha 18            | Fecha 18      | Fecha 18 |
| Local                | Resultado | Visita           | Estadio             | Fecha         | Hora     |
| -------------------- | --------- | ---------------- | ------------------- | ------------- | -------- |
| Coquimbo Unido       | 2-2       | Unión Española   | Francisco Sánchez   | 2 de agosto   | 20:00    |
| Everton              | 1-1       | O'Higgins        | Sausalito           | 3 de agosto   | 12:30    |
| Universidad Católica | 1-1       | Palestino        | Santa Laura         | 3 de agosto   | 17:30    |
| Deportes Iquique     | 1-1       | Unión La Calera  | Tierra de Campeones | 3 de agosto   | 20:00    |
| Audax Italiano       | 0-1       | Ñublense         | El Teniente         | 4 de agosto   | 12:30    |
| Cobresal             | 3-2       | Cobreloa         | El Cobre            | 4 de agosto   | 15:00    |
| Universidad de Chile | 1-0       | Deportes Copiapó | Nacional            | 4 de agosto   | 17:30    |
| Huachipato           | 1-2       | Colo-Colo        | Huachipato-CAP      | 13 de octubre | 12:00    |

| Fecha 19             | Fecha 19  | Fecha 19             | Fecha 19            | Fecha 19     | Fecha 19 |
| Local                | Resultado | Visita               | Estadio             | Fecha        | Hora     |
| -------------------- | --------- | -------------------- | ------------------- | ------------ | -------- |
| Palestino            | 4-1       | O'Higgins            | La Cisterna         | 9 de agosto  | 15:00    |
| Huachipato           | 0-0       | Cobresal             | Huachipato-CAP      | 9 de agosto  | 18:00    |
| Cobreloa             | 2-0       | Unión La Calera      | Zorros del Desierto | 9 de agosto  | 20:30    |
| Deportes Copiapó     | 0-1       | Ñublense             | Luis Valenzuela     | 10 de agosto | 12:00    |
| Universidad de Chile | 0-0       | Colo-Colo            | Nacional            | 10 de agosto | 15:00    |
| Coquimbo Unido       | 1-2       | Deportes Iquique     | Francisco Sánchez   | 10 de agosto | 19:00    |
| Audax Italiano       | 1-1       | Unión Española       | El Teniente         | 11 de agosto | 12:30    |
| Everton              | 0-0       | Universidad Católica | Sausalito           | 11 de agosto | 15:00    |

| Fecha 20         | Fecha 20  | Fecha 20             | Fecha 20        | Fecha 20     | Fecha 20 |
| Local            | Resultado | Visita               | Estadio         | Fecha        | Hora     |
| ---------------- | --------- | -------------------- | --------------- | ------------ | -------- |
| Colo-Colo        | 2-0       | Coquimbo Unido       | Monumental      | 16 de agosto | 19:00    |
| Unión Española   | 3-0       | Cobreloa             | Santa Laura     | 17 de agosto | 12:30    |
| Deportes Copiapó | 0-2       | Huachipato           | Luis Valenzuela | 17 de agosto | 15:00    |
| O'Higgins        | 0-4       | Universidad de Chile | El Teniente     | 17 de agosto | 17:30    |
| Ñublense         | 1-1       | Everton              | Nelson Oyarzún  | 17 de agosto | 20:00    |
| Unión La Calera  | 2-1       | Palestino            | Nicolás Chahuán | 18 de agosto | 12:00    |
| Cobresal         | 2-1       | Deportes Iquique     | El Cobre        | 18 de agosto | 15:00    |
| Audax Italiano   | 2-1       | Universidad Católica | El Teniente     | 18 de agosto | 15:00    |

| Fecha 21             | Fecha 21  | Fecha 21         | Fecha 21            | Fecha 21     | Fecha 21 |
| Local                | Resultado | Visita           | Estadio             | Fecha        | Hora     |
| -------------------- | --------- | ---------------- | ------------------- | ------------ | -------- |
| Ñublense             | 0-0       | Unión Española   | Nelson Oyarzún      | 22 de agosto | 19:00    |
| Universidad de Chile | 4-0       | Cobreloa         | Nacional            | 23 de agosto | 19:00    |
| Unión La Calera      | 3-3       | Deportes Copiapó | Nicolás Chahuán     | 23 de agosto | 19:00    |
| Coquimbo Unido       | 1-1       | Audax Italiano   | Francisco Sánchez   | 24 de agosto | 15:00    |
| Deportes Iquique     | 1-3       | O'Higgins        | Tierra de Campeones | 24 de agosto | 17:30    |
| Palestino            | 3-0       | Cobresal         | La Cisterna         | 25 de agosto | 12:30    |
| Everton              | 0-1       | Colo-Colo        | Sausalito           | 25 de agosto | 15:00    |
| Universidad Católica | 4-0       | Huachipato       | Santa Laura         | 25 de agosto | 17:30    |

| Fecha 22             | Fecha 22  | Fecha 22             | Fecha 22            | Fecha 22     | Fecha 22 |
| Local                | Resultado | Visita               | Estadio             | Fecha        | Hora     |
| -------------------- | --------- | -------------------- | ------------------- | ------------ | -------- |
| Universidad de Chile | 2-0       | Unión Española       | Nacional            | 27 de agosto | 18:00    |
| Cobreloa             | 1-0       | Coquimbo Unido       | Zorros del Desierto | 27 de agosto | 20:30    |
| Deportes Iquique     | 2-1       | Deportes Copiapó     | Tierra de Campeones | 27 de agosto | 20:30    |
| Cobresal             | 3-1       | Universidad Católica | El Cobre            | 28 de agosto | 15:00    |
| O'Higgins            | 1-1       | Unión La Calera      | Fiscal de Talca     | 28 de agosto | 18:00    |
| Audax Italiano       | 1-2       | Everton              | La Florida          | 28 de agosto | 20:30    |
| Colo-Colo            | 2-1       | Ñublense             | Monumental          | 29 de agosto | 18:00    |
| Huachipato           | 2-2       | Palestino            | Huachipato-CAP      | 29 de agosto | 20:30    |

| Fecha 23             | Fecha 23  | Fecha 23             | Fecha 23            | Fecha 23        | Fecha 23 |
| Local                | Resultado | Visita               | Estadio             | Fecha           | Hora     |
| -------------------- | --------- | -------------------- | ------------------- | --------------- | -------- |
| Coquimbo Unido       | 0-1       | Universidad de Chile | Francisco Sánchez   | 31 de agosto    | 15:00    |
| Universidad Católica | 2-2       | Deportes Iquique     | Santa Laura         | 31 de agosto    | 17:30    |
| Everton              | 3-2       | Unión Española       | Sausalito           | 31 de agosto    | 20:00    |
| Palestino            | 1-1       | Ñublense             | La Cisterna         | 1 de septiembre | 12:30    |
| Cobreloa             | 0-1       | Colo-Colo            | Zorros del Desierto | 1 de septiembre | 15:00    |
| Deportes Copiapó     | 2-2       | Cobresal             | Luis Valenzuela     | 1 de septiembre | 17:30    |
| Unión La Calera      | 2-1       | Audax Italiano       | Nicolás Chahuán     | 1 de septiembre | 20:00    |
| Huachipato           | 1-0       | O'Higgins            | Huachipato-CAP      | 8 de septiembre | 12:00    |

| Fecha 24             | Fecha 24  | Fecha 24             | Fecha 24            | Fecha 24         | Fecha 24 |
| Local                | Resultado | Visita               | Estadio             | Fecha            | Hora     |
| -------------------- | --------- | -------------------- | ------------------- | ---------------- | -------- |
| Ñublense             | 1-0       | Cobresal             | Nelson Oyarzún      | 14 de septiembre | 15:00    |
| O'Higgins            | 1-1       | Coquimbo Unido       | El Teniente         | 14 de septiembre | 17:30    |
| Audax Italiano       | 2-0       | Cobreloa             | La Florida          | 14 de septiembre | 20:00    |
| Deportes Copiapó     | 2-3       | Unión Española       | Luis Valenzuela     | 15 de septiembre | 12:30    |
| Deportes Iquique     | 3-1       | Huachipato           | Tierra de Campeones | 15 de septiembre | 15:00    |
| Universidad de Chile | 1-0       | Palestino            | Nacional            | 15 de septiembre | 17:30    |
| Colo-Colo            | 1-0       | Universidad Católica | Monumental          | 3 de octubre     | 20:00    |
| Everton              | 0-1       | Unión La Calera      | Sausalito           | 12 de octubre    | 20:00    |

| Fecha 25             | Fecha 25  | Fecha 25         | Fecha 25            | Fecha 25         | Fecha 25 |
| Local                | Resultado | Visita           | Estadio             | Fecha            | Hora     |
| -------------------- | --------- | ---------------- | ------------------- | ---------------- | -------- |
| Palestino            | 2-0       | Deportes Iquique | La Cisterna         | 24 de septiembre | 15:00    |
| Cobreloa             | 0-1       | Ñublense         | Zorros del Desierto | 24 de septiembre | 17:30    |
| Universidad de Chile | 2-1       | Huachipato       | Nacional            | 24 de septiembre | 20:00    |
| Coquimbo Unido       | 2-2       | Everton          | Francisco Sánchez   | 24 de septiembre | 20:00    |
| Cobresal             | 0-1       | Audax Italiano   | El Cobre            | 25 de septiembre | 15:30    |
| Unión Española       | 0-1       | O'Higgins        | Santa Laura         | 25 de septiembre | 18:00    |
| Universidad Católica | 4-1       | Deportes Copiapó | La Florida          | 25 de septiembre | 20:30    |
| Unión La Calera      | 0-1       | Colo-Colo        | Nicolás Chahuán     | 16 de octubre    | 19:00    |

| Fecha 26             | Fecha 26  | Fecha 26             | Fecha 26            | Fecha 26         | Fecha 26 |
| Local                | Resultado | Visita               | Estadio             | Fecha            | Hora     |
| -------------------- | --------- | -------------------- | ------------------- | ---------------- | -------- |
| Everton              | 2-0       | Cobreloa             | Sausalito           | 28 de septiembre | 17:30    |
| Colo-Colo            | 2-0       | Cobresal             | Monumental          | 28 de septiembre | 20:00    |
| Ñublense             | 0-1       | Unión La Calera      | Nelson Oyarzún      | 29 de septiembre | 12:30    |
| Deportes Copiapó     | 2-1       | Palestino            | Luis Valenzuela     | 29 de septiembre | 15:00    |
| Deportes Iquique     | 3-0       | Universidad de Chile | Tierra de Campeones | 29 de septiembre | 17:30    |
| Universidad Católica | 0-2       | Unión Española       | La Florida          | 29 de septiembre | 20:00    |
| Huachipato           | 3-2       | Coquimbo Unido       | Huachipato-CAP      | 30 de septiembre | 18:00    |
| Audax Italiano       | 2-0       | O'Higgins            | La Florida          | 30 de septiembre | 20:30    |

| Fecha 27             | Fecha 27  | Fecha 27             | Fecha 27            | Fecha 27     | Fecha 27 |
| Local                | Resultado | Visita               | Estadio             | Fecha        | Hora     |
| -------------------- | --------- | -------------------- | ------------------- | ------------ | -------- |
| Cobresal             | 2-1       | Everton              | El Cobre            | 5 de octubre | 15:00    |
| Ñublense             | 2-0       | Deportes Iquique     | Nelson Oyarzún      | 5 de octubre | 20:00    |
| Universidad de Chile | 1-0       | Unión La Calera      | Nacional            | 5 de octubre | 21:00    |
| Palestino            | 2-0       | Coquimbo Unido       | La Cisterna         | 6 de octubre | 12:30    |
| O'Higgins            | 0-2       | Universidad Católica | El Teniente         | 6 de octubre | 15:00    |
| Unión Española       | 3-1       | Huachipato           | Santa Laura         | 6 de octubre | 17:30    |
| Colo-Colo            | 2-1       | Audax Italiano       | Monumental          | 6 de octubre | 20:00    |
| Cobreloa             | 4-1       | Deportes Copiapó     | Zorros del Desierto | 7 de octubre | 20:00    |

| Fecha 28             | Fecha 28  | Fecha 28             | Fecha 28            | Fecha 28      | Fecha 28 |
| Local                | Resultado | Visita               | Estadio             | Fecha         | Hora     |
| -------------------- | --------- | -------------------- | ------------------- | ------------- | -------- |
| O'Higgins            | 1-3       | Ñublense             | El Teniente         | 19 de octubre | 15:00    |
| Universidad Católica | 1-2       | Universidad de Chile | Santa Laura         | 19 de octubre | 18:00    |
| Palestino            | 2-3       | Colo-Colo            | La Cisterna         | 20 de octubre | 15:00    |
| Deportes Iquique     | 4-1       | Cobreloa             | Tierra de Campeones | 20 de octubre | 17:30    |
| Coquimbo Unido       | 2-0       | Cobresal             | Francisco Sánchez   | 20 de octubre | 17:30    |
| Unión La Calera      | 0-2       | Unión Española       | Nicolás Chahuán     | 20 de octubre | 17:30    |
| Deportes Copiapó     | 3-5       | Everton              | Luis Valenzuela     | 20 de octubre | 17:30    |
| Audax Italiano       | 0-2       | Huachipato           | La Florida          | 20 de octubre | 17:30    |

| Fecha 29       | Fecha 29  | Fecha 29             | Fecha 29            | Fecha 29       | Fecha 29 |
| Local          | Resultado | Visita               | Estadio             | Fecha          | Hora     |
| -------------- | --------- | -------------------- | ------------------- | -------------- | -------- |
| Cobreloa       | 2-2       | Universidad Católica | Zorros del Desierto | 2 de noviembre | 18:00    |
| Coquimbo Unido | 0-0       | Unión La Calera      | Francisco Sánchez   | 2 de noviembre | 18:00    |
| Cobresal       | 3-1       | O'Higgins            | El Cobre            | 2 de noviembre | 18:00    |
| Everton        | 1-0       | Huachipato           | Sausalito           | 2 de noviembre | 18:00    |
| Unión Española | 2-3       | Palestino            | Santa Laura         | 2 de noviembre | 18:00    |
| Audax Italiano | 4-1       | Deportes Copiapó     | La Florida          | 2 de noviembre | 18:00    |
| Ñublense       | 1-4       | Universidad de Chile | Nelson Oyarzún      | 3 de noviembre | 18:00    |
| Colo-Colo      | 3-0       | Deportes Iquique     | Monumental          | 3 de noviembre | 18:00    |

| Fecha 30             | Fecha 30  | Fecha 30       | Fecha 30            | Fecha 30        | Fecha 30 |
| Local                | Resultado | Visita         | Estadio             | Fecha           | Hora     |
| -------------------- | --------- | -------------- | ------------------- | --------------- | -------- |
| Deportes Iquique     | 2-0       | Unión Española | Tierra de Campeones | 9 de noviembre  | 18:00    |
| Universidad Católica | 1-2       | Coquimbo Unido | Santa Laura         | 9 de noviembre  | 18:00    |
| O'Higgins            | 0-3       | Cobreloa       | El Teniente         | 10 de noviembre | 12:00    |
| Palestino            | 2-0       | Audax Italiano | La Cisterna         | 10 de noviembre | 12:00    |
| Unión La Calera      | 3-0       | Cobresal       | Nicolás Chahuán     | 10 de noviembre | 12:00    |
| Huachipato           | 1-0       | Ñublense       | Huachipato-CAP      | 10 de noviembre | 12:00    |
| Deportes Copiapó     | 1-1       | Colo-Colo (C)  | Luis Valenzuela     | 10 de noviembre | 16:00    |
| Universidad de Chile | 1-1       | Everton        | Nacional            | 10 de noviembre | 16:00    |

## Campeón
|                               |
| Campeón Colo-Colo 34.º título |
|                               |

## Copa Libertadores
| Equipo               | Clasificado | Vía                         |
| -------------------- | ----------- | --------------------------- |
| Colo-Colo            | Chile 1     | 1.º de la Liga              |
| Universidad de Chile | Chile 2     | 2.º de la Liga              |
| Deportes Iquique     | Chile 3     | 3.º de la Liga              |
| Ñublense             | Chile 4     | Subcampeón de la Copa Chile |

## Copa Sudamericana
| Equipo               | Clasificado | Vía            |
| -------------------- | ----------- | -------------- |
| Palestino            | Chile 1     | 4.º de la Liga |
| Universidad Católica | Chile 2     | 5.º de la Liga |
| Unión Española       | Chile 3     | 6.º de la Liga |
| Everton              | Chile 4     | 7.º de la Liga |

## Estadísticas

### Goleadores
| Jugador           | Equipo               | Goles | Part. | Prom. |
| ----------------- | -------------------- | ----- | ----- | ----- |
| Fernando Zampedri | Universidad Católica | 19    | 28    | 0.68  |
| Rodrigo Contreras | Everton              | 16    | 25    | 0.64  |
| Steffan Pino      | Deportes Iquique     | 13    | 26    | 0.5   |
| Ignacio Jeraldino | Audax Italiano       | 12    | 29    | 0.41  |
| Cristian Palacios | Universidad de Chile | 11    | 25    | 0.44  |
| Leandro Fernández | Universidad de Chile | 11    | 27    | 0.41  |
| Patricio Rubio    | Ñublense             | 9     | 23    | 0.39  |
| Leonardo Valencia | Cobresal             | 9     | 23    | 0.39  |
| Franco Frías      | Unión Española       | 9     | 24    | 0.38  |
| Bryan Carrasco    | Palestino            | 9     | 25    | 0.36  |

### Asistencias
| Jugador              | Equipo               | Asist. |
| -------------------- | -------------------- | ------ |
| Leandro Fernández    | Universidad de Chile | 10     |
| Ariel Uribe          | Unión Española       | 9      |
| Cristian Insaurralde | Cobreloa             | 7      |
| Cristián Zavala      | Colo-Colo            | 7      |
| Jorge Luna           | Deportes Copiapó     | 7      |
| Steffan Pino         | Deportes Iquique     | 6      |
| Enzo Hoyos           | Deportes Iquique     | 6      |
| Kevin Méndez         | Everton              | 6      |
| Ismael Sosa          | Ñublense             | 6      |
| Pablo Aránguiz       | Unión Española       | 6      |

## Entrenadores
En cursiva quienes se desempeñaron como entrenadores interinos.
| Equipo               | Entrenador                    | Período            |
| -------------------- | ----------------------------- | ------------------ |
| Universidad Católica | Nicolás Núñez                 | 1.° - 3.°          |
| Universidad Católica | Rodrigo Valenzuela            | 4.° - 5.°          |
| Universidad Católica | Tiago Nunes                   | 6.° en adelante    |
| Everton              | Francisco Meneghini           | 1.° - 3.°          |
| Everton              | Davis González                | 4.°                |
| Everton              | Esteban Solari                | 5.° en adelante    |
| Audax Italiano       | Walter Erviti                 | 1.° - 4.°          |
| Audax Italiano       | Nelson Tapia                  | 5.°                |
| Audax Italiano       | Francisco Arrué               | 6.° - 17.°         |
| Audax Italiano       | Juan Ribera                   | 18.° en adelante   |
| O'Higgins            | Juan Azconzábal               | 1.° - 11.°         |
| O'Higgins            | Víctor Fuentes                | 12.° en adelante   |
| Cobreloa             | Emiliano Astorga              | 1.° - 11.°         |
| Cobreloa             | Nelson Soto                   | 12.° - 14.°        |
| Cobreloa             | Dalcio Giovagnoli             | 15.° - 26.°        |
| Cobreloa             | César Bravo                   | 27.° - en adelante |
| Huachipato           | Javier Sanguinetti            | 1.° - 12.°         |
| Huachipato           | Francisco Troncoso Valenzuela | 13.° - 15.°        |
| Huachipato           | Igor Oca                      | 16.° en adelante   |
| Unión La Calera      | Manuel Fernández              | 1.° - 14.°         |
| Unión La Calera      | Walter Lemma                  | 15.° en adelante   |
| Palestino            | Pablo Sanchez                 | 1.° - 15.°         |
| Palestino            | Lucas Bovaglio                | 16.° en adelante   |
| Deportes Copiapó     | Ivo Basay                     | 1.° - 23.°         |
| Deportes Copiapó     | Hernan Caputto                | 24.° en adelante   |
| Unión Española       | Miguel Ponce                  | 1.° - 23.°         |
| Unión Española       | José Sierra                   | 24.° en adelante   |
| Coquimbo Unido       | Fernando Díaz                 | 1.° - 27.°         |
| Coquimbo Unido       | Esteban González              | 28.° en adelante   |

## Regla del Sub-21
Los jugadores nacidos a partir del 1 de enero de 2005, sumarán el doble de lo realmente disputado
| Equipo               | Req   | Dis   | Pen | %       |
| -------------------- | ----- | ----- | --- | ------- |
| Audax Italiano       | 1.890 | 2.006 | 0   | 106,13% |
| Cobreloa             | 1.890 | 1.912 | 0   | 101,16% |
| Cobresal             | 1.890 | 1.941 | 0   | 102,69% |
| Colo-Colo            | 1.890 | 1.968 | 0   | 104,12% |
| Coquimbo Unido       | 1.890 | 1.968 | 0   | 104,12% |
| Deportes Copiapó     | 1.890 | 1.898 | 0   | 100,42% |
| Deportes Iquique     | 1.890 | 1.970 | 0   | 104,23% |
| Everton              | 1.890 | 1.927 | 0   | 101,95% |
| Huachipato           | 1.890 | 1.990 | 0   | 105,29% |
| Ñublense             | 1.890 | 1.954 | 0   | 103,38% |
| O'Higgins            | 1.890 | 2.325 | 0   | 123,01% |
| Palestino            | 1.890 | 2.290 | 0   | 121,16% |
| Unión Española       | 1.890 | 2.441 | 0   | 129,15% |
| Unión La Calera      | 1.890 | 1.935 | 0   | 102,38% |
| Universidad Católica | 1.890 | 2.261 | 0   | 119,62% |
| Universidad de Chile | 1.890 | 2.430 | 0   | 128,57% |